# Saint-Clair, Tarn-et-Garonne

Saint-Clair este o comună în departamentul Tarn-et-Garonne din sudul Franței. În 2009 avea o populație de 258 de locuitori.

## Evoluția populației
| An        | 1975 | 1982 | 1990 | 1999 | 2006 | 2009 |
| --------- | ---- | ---- | ---- | ---- | ---- | ---- |
| Populație | 160  | 171  | 237  | 225  | 211  | 258  |